# Vânju Mare
Vânju Mare là một thị xã thuộc hạt Mehedinți, România. Dân số thời điểm năm 2002 là 6937 người.